# 塩田村 (岡山県)
塩田村（しおたそん）は、岡山県和気郡にあった村。
現在の和気郡和気町奥塩田、塩田、北山方、苦木に当たる。

## 沿革
- 1889年6月1日 - 町村制施行に伴い、和気郡奥塩田村、塩田村、北山方村、苦木村が合併し、塩田村となる。
- 1955年3月31日 - 和気郡山田村、赤磐郡佐伯村と合併して和気郡佐伯町となり消滅。

## 現在の様子

### 教育
旧村内に現在教育機関なし

### 交通
鉄道
- 片上鉄道（廃線）:苦木駅、杖谷駅、備前塩田駅

高速道路
旧村内を走る高速道路なし
国道
- 国道374号

県道
- 主要地方道
  - 岡山県道90号赤穂佐伯線
- 一般県道 - 旧村内を走る一般県道なし

### 河川・山岳
河川
- 吉井川

### 寺院・神社
神社
- 御崎神社
- 素盞嗚神社
- 八幡宮